# Golpe de Estado no Paquistão em 1958
O golpe de Estado paquistanês de 1958 refere-se aos eventos ocorridos entre 7 de outubro, quando o presidente do Paquistão Iskander Mirza revogou a Constituição do Paquistão e declarou a lei marcial, e 27 de outubro, quando o próprio Mirza foi deposto pelo General Ayub Khan, o comandante em chefe do Exército Paquistanês. Este foi o primeiro golpe de Estado bem-sucedido da história do Paquistão, levado ao poder o seu primeiro regime militar sob Ayub Khan.

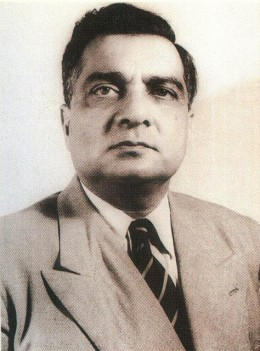
Presidente Iskander Mirza (1899–1969)

## História
Em 1956, a Assembleia Constituinte do Paquistão aprovou uma constituição que pôs fim ao estatuto do Paquistão como domínio independente do Império Britânico para criar a República Islâmica do Paquistão. O Major-general Iskander Mirza, último governador-geral do Paquistão, tornou-se, simultaneamente, o primeiro presidente da república. No entanto, a nova Constituição foi acompanhada de turbulência política no país, que assistiu a uma sucessão de quatro primeiros-ministros - Chaudhry Muhammad Ali, Huseyn Shaheed Suhrawardy, Ibrahim Ismail Chundrigar e Sir Feroz Khan Noon  - em um período de dois anos. Já existia um precedente no governador-geral Malik Ghulam Muhammad destituindo ministros e governando por decreto, e muitos acreditavam que Mirza  manipulava a constituição e instigava a derrubada de governos. O esquema denominado One Unit (Uma Unidade), amalgamando as províncias do Paquistão em duas alas - Paquistão Ocidental e Paquistão Oriental - era politicamente controverso e bastante difícil de administrar. A rápida sucessão de primeiros-ministros reforçou a percepção, dentro das forças armadas e por parte da população em geral, de que os políticos paquistaneses eram demasiado fracos e corruptos para governar de forma eficaz e que o sistema parlamentar era falho.

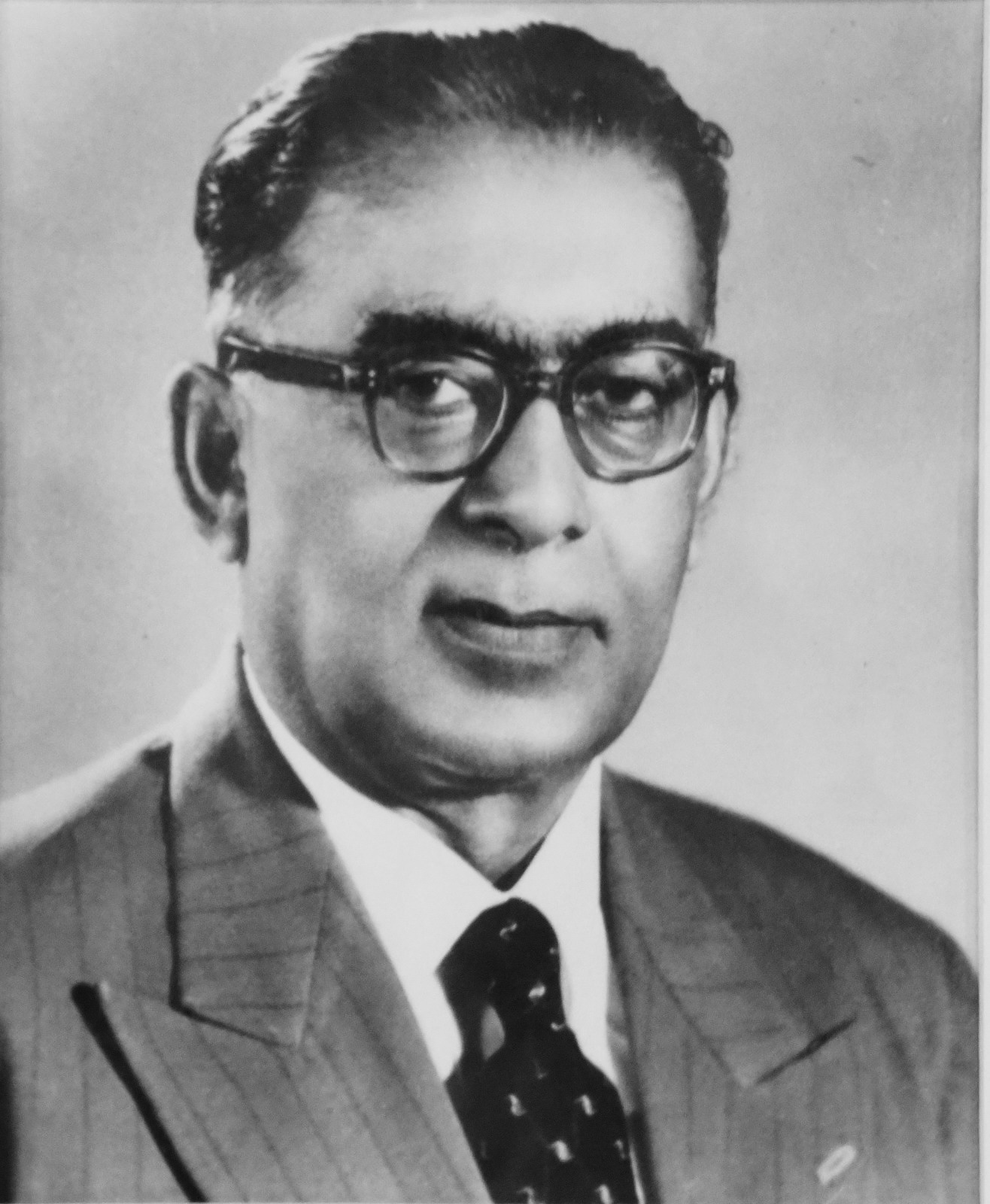
Primeiro-ministro Feroz Khan Noon (1893–1970)

## Lei marcial
Em 7 de outubro, o presidente Mirza declarou a lei marcial no Paquistão. Ele também revogou a Constituição de 1956, descrevendo-a como "inviável" e 	 repleta de "compromissos perigosos". Dispensou o ministério de Sir Feroz Khan Noon, dissolveu a Assembleia Nacional do Paquistão e as legislaturas provinciais. Além disso, Mirza  proibiu todos os partidos políticos. Designou o general Ayub Khan, o comandante-em-chefe do exército paquistanês, para ser o Administrador-Chefe da Lei Marcial e o nomeou primeiro-ministro do Paquistão, responsável pela administração do país.

## Destituição de Mirza
Em 27 de outubro, Iskander Mirza renunciou à presidência, transferindo-a para Ayub Khan. Ambos os homens viam um ao outro como um rival para suas respectivas posições. Mirza acreditava que sua própria posição tornara-se redundante, depois que Ayub Khan assumira a maior parte dos poderes executivos como administrador-chefe da lei marcial e primeiro-ministro, e agia para afirmar-se; Ayub Khan, por sua vez, acreditava que Mirza estava conspirando contra ele. Já era esperado que Ayub Khan e os generais leais a ele forçassem a renúncia de Mirza.
Após a renúncia, Mirza foi levado para Quetta, capital da província do Baluchistão. Finalmente, a 27 de novembro, partiu para o exílio em Londres, onde permaneceu até sua morte, em 1969.

## Consolidação
Ayub Khan acumulou os cargos de presidente e primeiro-ministro, tornando-se chefe de Estado e de governo. Criou um gabinete composto de tecnocratas, diplomatas e militares, dentre os quais o Marechal Asghar Khan e Zulfikar Ali Bhutto, futuro primeiro-ministro. Em contraste com os futuros governantes militares paquistaneses, como o general Zia-ul-Haq e o general Pervez Musharraf, Ayub Khan não buscou ocupar os cargos de presidente e chefe do Exército, ao mesmo tempo, e designou o general Muhammad Musa como o novo comandante-em-chefe. Ayub Khan obteve o beneplácito legal de seu movimento quando a Suprema Corte do Paquistão validou sua tomada do poder com base na "doutrina da necessidade". Segundo tal doutrina, atos não constitucionais de uma autoridade administrativa,  destinados a restaurar a ordem ou o bem-estar do povo, são considerados constitucionais. Tal doutrina já havia sido aplicada no Paquistão, num controverso julgamento, em 1954, quando o presidente do Supremo Tribunal de Justiça paquistanês, Muhammad Munir, validou o uso extraconstitucional de poderes emergenciais, pelo Governador-geral, Ghulam Mohammad.  Em seu julgamento, Munir citou a máxima do clérigo e jurista medieval inglês Henry de Bracton (c. 1210 – c. 1268): "Aquilo que de outra forma não é legal é tornado legal por necessidade".

## Reações
O golpe foi então recebido no Paquistão com alívio, como uma solução para governos instáveis e lideranças políticas fracas. Havia esperança de que uma forte liderança central pudesse estabilizar a economia e promover a modernização e a restauração de uma forma estável de democracia. O regime de Ayub Khan também foi apoiado por governos estrangeiros, como os Estados Unidos.